# Clas Thunberg
Arnold Clas Robert Thunberg (ur. 5 kwietnia 1893 w Helsinkach, zm. 28 kwietnia 1973 tamże) – fiński łyżwiarz szybki, wielokrotny medalista olimpijski i mistrzostw świata.

## Kariera
Clas Thunberg był jednym z najbardziej utytułowanych panczenistów w historii. Pierwszy medal na arenie międzynarodowej zdobył w 1922 roku, kiedy zajął trzecie podczas mistrzostw świata w wieloboju w Kristianii. W kolejnych latach zdobył jeszcze pięć złotych medali: MŚ w Sztokholmie (1923), MŚ w Oslo (1925), MŚ w Davos (1928), MŚ w Oslo (1929) i MŚ w Helsinkach (1931), a podczas MŚ w Tampere (1927) był drugi. W latach 1926, 1930 i 1932 nie startował. Tylko Holender Sven Kramer zdobył więcej złotych medali (6).
W 1924 roku wystartował na igrzyskach olimpijskich w Chamonix, zdobywając medale we wszystkich pięciu rozegranych konkurencjach. Zwyciężył w biegach na 1500 i 5000 m oraz w wieloboju, był drugi na 10 000 m (za swym rodakiem Juliusem Skutnabbem), a bieg na 500 m ukończył na trzeciej pozycji. Na najkrótszym dystansie wyprzedzili go jedynie Amerykanin Charles Jewtraw oraz Norweg Oskar Olsen. Na rozgrywanych cztery lata później igrzyskach w Sankt Moritz obronił tytuł mistrzowski w biegu na 1500 m, zwyciężając ponadto w biegu na 500 m. Na tych samych igrzyskach brał także udział w wyścigu na 5000 m, jednak zajął dopiero dwunastą pozycję.
Thunberg zdobył też osiem medali mistrzostw Europy w wieloboju: złote na ME w Helsinkach (1922), ME w Oslo (1928), ME w Sztokholmie (1931) i ME w Davos (1932) oraz srebrne na ME w Hamar (1923), ME w Kristianii (1924), ME w Sztokholmie (1927) i ME w Davos (1929). Był mistrzem Finlandii w wieloboju w latach 1920, 1922, 1924, 1927 i 1928. Pobił cztery rekordy świata.
Po zakończeniu kariery uzyskał mandat posła do Eduskunty.

### Mistrzostwa świata
- Mistrzostwa świata w wieloboju
  - złoto – 1923, 1925, 1928, 1929, 1931
  - srebro – 1927
  - brąz – 1922